# La Celle-sous-Chantemerle
La Celle-sous-Chantemerle település Franciaországban, Marne megyében. Lakosainak száma 137 fő (2022. január 1.). La Celle-sous-Chantemerle Fontaine-Denis-Nuisy, Chantemerle, Potangis, Saron-sur-Aube és Villiers-aux-Corneilles községekkel határos.

## Népesség
A település népességének változása:
| Lakosok száma | 137  | 143  | 136  | 154  | 166  | 152  | 143  | 140  | 139  | 137  |
|               | 1968 | 1982 | 1990 | 2006 | 2013 | 2015 | 2017 | 2019 | 2020 | 2022 |